# Estadio Monumental (Santiago de Chile)
Das Estadio Monumental, kurz El Monumental, ist ein Fußballstadion im Stadtviertel Macul südöstlich des Zentrums der chilenischen Hauptstadt Santiago und ist im Besitz des Fußballvereins CSD Colo-Colo. Das Stadion, zu dem der Grundstein 1956 gelegt wurde und in dem seit 1989 regelmäßig Fußballwettkämpfe ausgetragen werden, hat ein Fassungsvermögen von 47.000 Zusehern. Das Spielfeld trägt den Namen von David Arellano, dem Gründer des Vereins – oft wird das Stadion daher auch Estadio Monumental David Arellano genannt.

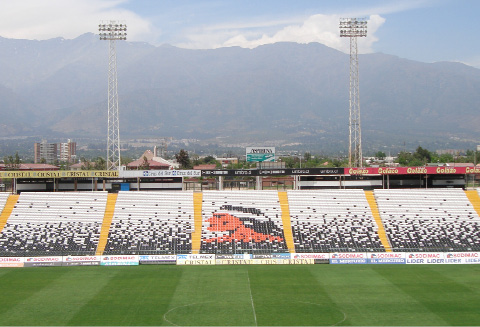
Die Anden als malerische Kulisse hinter der Cordillera-Tribüne

Das Stadion ist in ein ausgebaggertes Loch in der Erde eingebaut, was von der Haupttribüne, dem Sector Océano, einen Blick auf die Anden hinter der unüberdachten Cordillera-Tribüne im Osten ermöglicht. Überdacht sind nur die oberen Ränge der Haupttribüne. Das Spielfeld ist nur fünf Meter von den Rängen entfernt.
Zum Stadiongelände gehören fünf weitere Fußballfelder, davon eines mit Kunstrasen, auf denen die Mannschaften von Colo-Colo trainieren, Unterkünfte für Jugendspieler im sogenannten Casa Alba, in dem sich auch Einrichtungen für Konferenzen befinden, sowie das Vereinsmuseum. Im Stadion ist die Verwaltung des Vereins untergebracht.
Von 1998 bis 2011 fanden auch sechs Partien der chilenischen Fußballnationalmannschaft in der Spielstätte statt, die bis auf ein Unentschieden alle von den Gastgebern gewonnen wurden.
Des Weiteren wurde das Stadion für diverse musikalische Veranstaltungen genutzt.

## Geschichte
CSD Colo-Colo erwarb 1956 ein etwa 28 Hektar großes Terrain mit der Absicht, ein Stadion für 120.000 Zuseher zu erbauen, das auch eine Hauptaustragungsstätte bei der Fußball-Weltmeisterschaft 1962 sein sollte. Aufgrund des großen Erdbebens von 1960 strich die Regierung Ausgaben für neue Fußballstadien und somit auch dieses Projekt. Nur rund 25 % des Baus waren bis dahin ausgeführt.

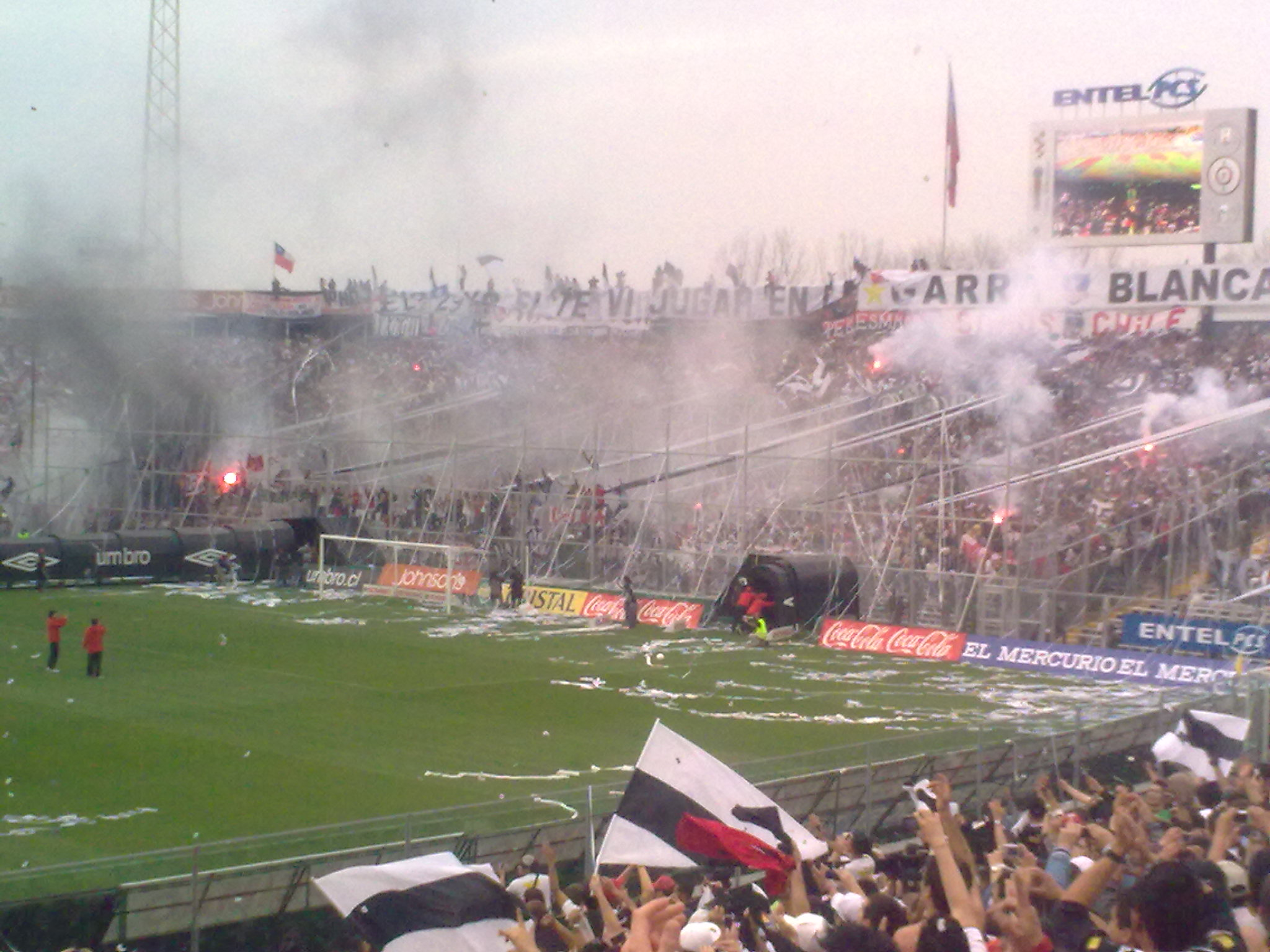
Die Garra Blanca, eine vereinsassoziierte Fangruppierung, in der Arica-Kurve

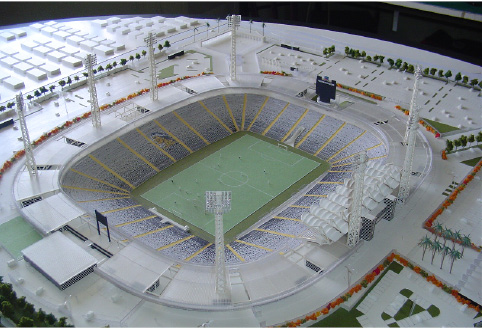
Eine Vision für die Zukunft des Stadions

Die Fertigstellung erfolgte erst, als der Verein die notwendige wirtschaftliche Kapazität hatte, was unter anderem durch den Verkauf des Spielers Carlos Caszely an den spanischen Verein UD Levante begünstigt wurde. Am 20. April 1975 wurde das Stadion schließlich mit einer Doppelveranstaltung eingeweiht, der 25.599 Zuseher beiwohnten. Zunächst trennten sich CD Santiago Morning und der CD Santiago Wanderers 1:1. Im anschließenden Hauptakt besiegte Colo-Colo CD Aviación mit 1:0. Carlos Orellana trug sich hier als Torschütze in die Annalen ein. Das Stadion genügte aber dennoch noch nicht den Ansprüchen eines regelmäßigen Spielbetriebes und Colo-Colo kehrte nach nur fünf weiteren Partien in das Estadio Nacional zurück.
Erst nachdem der Ehrenpräsident des Vereins und seinerzeitige Präsident Chiles, der Diktator Augusto Pinochet, dem Verein 300 Millionen Pesos aus Regierungsmitteln zuschanzte und der erneute Verkauf eines Spielers 1987, diesmal von Hugo Rubio an den italienischen FC Bologna, weitere Finanzmittel einbrachte, konnte Colo-Colo den Stadionbau vollenden. Beim erneuten Einweihungsspiel am 30. September 1989 besiegte Colo-Colo CA Peñarol aus Uruguay mit 2:1. Colo-Colos Marcelo Barticciotto erzielte den ersten Treffer dieser Ära und Leonel Herrera sicherte mit seinem Tor zum Endstand den Sieg der Hausherren. Im Januar 1991 wurde das Flutlicht des Stadions mit einem 1:0-Sieg über den Racing Club aus Buenos Aires eingeweiht. Am 5. Juni desselben Jahres feierte Colo-Colo an gleicher Stelle den größten Triumph seiner Vereinsgeschichte, als die Mannschaft im Finalrückspiel der Copa Libertadores 1991 den Club Olimpia aus der paraguayischen Hauptstadt Asunción mit 3:0 besiegte und damit zum bislang einzigen Mal die Trophäe nach Chile holte.
In jener Ära hatte das Stadion ein offizielles Fassungsvermögen von 62.500 bis 65.000 Zusehern. Rekordbesuch waren 69.305 Zuseher, die 1992 ein Meisterschaftsspiel zwischen Colo-Colo und CD Universidad Católica miterlebten.
Nach diversen Unfällen, die unter anderem 1993 zu einem Todesfall führten, wurde das Estadio Monumental weiteren Modernisierungen wie Entfall von Stehplätzen und Installation von Einzelsitzen unterzogen, was eine Reduktion des Fassungsvermögens auf 47.000 Besucher nach sich zog. Die Fans in den Kurven müssen nach wie vor noch auf Beton sitzen.
Nachdem ein Bericht des Weltfußballverbandes FIFA 2006 feststellte, dass kein chilenisches Stadion deren Standards genüge tut, ist der Verein derzeit im Begriff weitere Verbesserungen des Stadions, wie beispielsweise Überdachung, zu untersuchen.
Der CSD Colo-Colo plant die Modernisierung und den Ausbau des Estadio Monumental von 47.000 auf 61.000 Plätze. Auch müssten 10.000 vorhandene Plätze mit Sichtbehinderungen umgestaltet werden. Dies soll im Hinblick auf die Fußball-Weltmeisterschaft 2030 zum 100. Jubiläum des Weltturniers geschehen. Gemeinsam planen Argentinien, Chile, Paraguay und Uruguay die Bewerbung um die Austragung der WM.